# Чемпіонат Європи з хокею із шайбою 1989 (жінки)
Чемпіонат Європи з хокею із шайбою серед жінок 1989 — спортивне змагання з хокею із шайбою під егідою Міжнародної федерації хокею із шайбою (ІІХФ), яке відбувалось з 4 по 9 квітня 1989 року у ФРН. Матчі проходили у двох містах Дюссельдорфі та у Ратінгені.

## Учасники чемпіонату
- Данія
- Фінляндія
- Німеччина
- Норвегія
- Швейцарія
- Швеція

## Кваліфікація
| 6 березня       |                     |            |  |
| Велика Британія | 2:4 (0:0, 1:2, 1:2) | Нідерланди |  |
|                 |                     |            |  |

| 7 березня       |                     |            |  |
| Велика Британія | 2:4 (0:3, 1:0, 1:1) | Нідерланди |  |
|                 |                     |            |  |

До основної частини чемпіонату вийшла збірна Нідерландів.
| 18 березня     |                       |         |  |
| Чехословаччина | 1:1 (0:0 , 1:1 , 0:0) | Франція |  |
|                |                       |         |  |

| 19 березня     |                     |         |  |
| Чехословаччина | 4:1 (1:0, 1:0, 2:1) | Франція |  |
|                |                     |         |  |

До основної частини чемпіонату вийшла збірна Чехословаччини.

## Попередній раунд

### Група A
| Збірна     | М | В | Н | П | Ш     | О | Швеція | Норвегія | Швейцарія | Нідерланди |
| ---------- | - | - | - | - | ----- | - | ------ | -------- | --------- | ---------- |
| Швеція     | 3 | 3 | 0 | 0 | 24–3  | 6 |        | 2–0      | 10–3      | 12–0       |
| Норвегія   | 3 | 1 | 1 | 1 | 18–6  | 3 | 0-2    |          | 4–4       | 14–0       |
| Швейцарія  | 3 | 1 | 1 | 1 | 24–15 | 3 | 3-10   | 4-4      |           | 17–1       |
| Нідерланди | 3 | 0 | 0 | 3 | 1–43  | 0 | 0-12   | 0-14     | 1-17      |            |

### Група В
| Збірна         | М | В | Н | П | Ш    | О | Фінляндія | ФРН  | Данія | Чехословаччина |
| -------------- | - | - | - | - | ---- | - | --------- | ---- | ----- | -------------- |
| Фінляндія      | 3 | 3 | 0 | 0 | 57–0 | 6 |           | 5–0  | 18–0  | 34–0           |
| Німеччина      | 3 | 2 | 0 | 1 | 17–5 | 4 | 0-5       |      | 2–0   | 15–0           |
| Данія          | 3 | 1 | 0 | 2 | 6–20 | 2 | 0-18      | 0-2  |       | 6–0            |
| Чехословаччина | 3 | 0 | 0 | 3 | 0–55 | 0 | 0-34      | 0-15 | 0-6   |                |

## Фінальний раунд

### Півфінали 1 - 4 місця
|  |  | Фінляндія | – | Норвегія  |  | 9–1 (2–0, 5–1, 2–0) |
|  |  | Швеція    | – | Німеччина |  | 4–3 (2–1, 2–1, 0–1) |

### Півфінали 5 - 8 місця
|  |  | Данія     | – | Нідерланди     |  | 2–1 (1–0, 1–1, 0–0) |
|  |  | Швейцарія | – | Чехословаччина |  | 9–3 (3–3, 3–0, 3–0) |

### Фінал
|  |  | Фінляндія | – | Швеція |  | 7–1 (4–0, 1–0, 2–1) |

### Матч за 3-є місце
|  |  | Німеччина | – | Норвегія |  | 2–1 (0–0, 1–1, 0–0, 0–0, 1–0) |

### Матч за 5-е місце
|  |  | Швейцарія | – | Данія |  | 3–1 (0–0, 1–1, 2–0) |

### Матч за 7-е місце
|  |  | Чехословаччина | – | Нідерланди |  | 7–1 (3–0, 3–0, 1–1) |

## Підсумкова таблиця
| М.  | Збірна          | Примітки                                     |
| --- | --------------- | -------------------------------------------- |
| 1.  | Фінляндія       | Кваліфікувались на чемпіонат світу 1990 року |
| 2.  | Швеція          | Кваліфікувались на чемпіонат світу 1990 року |
| 3.  | Німеччина       | Кваліфікувались на чемпіонат світу 1990 року |
| 4.  | Норвегія        | Кваліфікувались на чемпіонат світу 1990 року |
| 5.  | Швейцарія       | Кваліфікувались на чемпіонат світу 1990 року |
| 6.  | Данія           |                                              |
| 7.  | Чехословаччина  |                                              |
| 8.  | Нідерланди      |                                              |
| 9.  | Франція         |                                              |
| 10. | Велика Британія |                                              |